# Колоноскопия
Колоноскопията е медицинско процедурно изследване, при което лекарят използва гъвкава тръба с камера, наречена колоноскоп, за да прегледа вътрешността на дебелото черво и част от тънкото черво. Тази процедура се извършва с цел диагностика на заболявания.
Колоноскопията позволява визуално оценяване на стените на червата и откриване на евентуални проблеми като полипи, възпаления, язви или други изменения. Ако се открие нещо аномално, лекарят може да вземе биопсия за допълнителни изследвания или да извърши процедури за лечение.
Колоноскопията е важен метод за профилактика и ранно откриване на колоректални заболявания като рак на дебелото черво. Обикновено се извършва след подготовка, която включва почистване на червата.